# Кавасакі Сота
Кавасакі Сота (яп. 川﨑 颯太, нар. 30 липня 2001, Кофу) — японський футболіст, півзахисник клубу «Кіото Санга» та олімпійської збірної Японії.

## Клубна кар'єра
Народився 30 липня 2001 року в місті Кофу. Вихованець юнацьких команд футбольних клубів «Ванфоре Кофу» та «Кіото Санга».
У дорослому футболі дебютував 2020 року виступами за команду «Кіото Санга», кольори якої захищає й донині.

## Виступи за збірні
2019 року дебютував у складі юнацької збірної Японії (U-18), загалом на юнацькому рівні взяв участь у 3 іграх.
З 2022 року залучається до складу молодіжної збірної Японії. На молодіжному рівні зіграв у 17 офіційних матчах, забив 1 гол.
2024 року включений до лав олімпійської збірної Японії. У її складі — учасник футбольного турніру на Олімпійських іграх 2024 року в Парижі.